# Buxus retusa
Buxus retusa  (лат.) — вид двудольных растений рода Самшит (Buxus) семейства Самшитовые (Buxaceae). Описан швейцарским ботаником Иоганнесом Мюллером Ааргауским в 1869 году.
Синоним — Tricera retusa Griseb..

## Распространение
Эндемик Кубы. Ареал — горы северной части исторической области Орьенте. Типовой экземпляр собран в Монте-Верде.

## Ботаническое описание
Веточки зелёные.
Плод — коробочка, разделённая на полуовальные доли.